# Londýnští kleiniáni
Londýnští kleiniáni je označení skupiny psychoanalytiků působících od 80. let 20. století ve Velké Británii, kteří navazovali na dílo Melanie Kleinové. Pojem „současní londýnští kleiniáni“ použil poprvé roku 1994 Roy Schafer a pojem se od té doby ustálil jako označení přesně omezené skupiny autorů, mezi něž patří Betty Josephová, Irma Brenman-Picková, Ron Britton, Michael Feldman, Ruth Malcolmová, Edna O'Shaughnessyová, Priscilla Rothová, Elisabeth Spilliusová a John Steiner.
Skupina společně vystoupila roku 1988 reprezentativním výborem prací Melanie Klein Today (editorkou byla Elisabeth Spilliusová).
Londýnští kleiniáni se od učení Kleinové odchýlili především v tom, že Kleinovou definovanou „paranoidně-schizoidní pozici“ a „depresivní pozici“ již nepovažují za fáze dětského vývoje, ale spíše za prototypy emočních stavů a objektních vztahů. Paranoidně-schizoidní stav je charakterizován pocity perzekuce, dezintegrací, destruktivitou, závistí a grandiozitou. Depresivní stav pocity viny, ztráty lásky a nepochopení druhými. Kleinovou definovaná „projektivní identifikace“ není pro Londýnské kleiniány už tolik infantilním mechanismem, ale spíše způsobem komunikace, kterým se psychicky nemocný pacient snaží zbavit neúnosných částí sama sebe.
Londýnští kleiniáni v terapeutické praxi kladou důraz na vztah pacienta a analytika a tento důraz je považován za krajní (ve srovnání s ostatními terapeutickými školami), neboť vycházejí z předpokladu, že vše, co pacient říká, je jeho komentářem ke vztahu s analytikem. Další generace kleiniánů tento důraz opustila.